# NGC 775
NGC 775 é uma galáxia espiral barrada (SBc) localizada na direcção da constelação de Fornax. Possui uma declinação de -26° 17' 38" e uma ascensão recta de 1 horas, 58 minutos e 32,5 segundos.
A galáxia NGC 775 foi descoberta em 14 de Novembro de 1835 por John Herschel.